# Prochloraz
Prochloraz ist eine chemische Verbindung aus der Gruppe der Imidazole.

## Gewinnung und Darstellung
Prochloraz kann durch eine mehrstufige Reaktion gewonnen werden. Dabei wird zunächst 2,4,6-Trichlorphenol mit 1,2-Dibromethan in einer Williamson-Ethersynthese alkyliert. Die anschließende Umsetzung mit Propylamin liefert ein sekundäres Amin, welches weiter mit Phosgen umgesetzt wird. Dieses Säurechlorid einer Carbaminsäure wird schließlich mit Imidazol umgesetzt und so Prochloraz erhalten.

## Eigenschaften
Prochloraz ist in Reinform ein farb- und geruchloser Feststoff, als technisches Produkt ein farbloser bis brauner Feststoff. Es hydrolysiert langsam bei einem pH-Wert von 9 und sehr langsam bei pH-Werten zwischen 5 und 7. Es unterliegt einer langsamen Photolyse und zersetzt sich ab etwa 220 °C. Es ist eine schwache Base und protoniert unter sauren Bedingungen (pKs 3,8). Prochloraz bildet stabile Komplexe mit bestimmten Metallionen, wie Zink Zn2+. Der Hauptabbauweg der Verbindung in Ratten erfolgt über Prochloraz-Harnstoff, 2-(2,4,6-Trichlorphenoxy)ethanol, 2,4,6-Trichlorphenoxyessigsäure zu 2,4,6-Trichlorphenol.

## Verwendung
Prochloraz wird als Fungizid verwendet und allein oder in Kombination mit anderen Wirkstoffen bei Befall von Getreide, in der Saatgutbeizung, bei Pilzerkrankungen anderer Feldfrüchte, wie etwa Raps, Rüben, Gemüse, Reis und Kaffee, sowie für den Schutz von Zitrusfrüchten während Lagerung und Transport eingesetzt. Im Jahr 1995 wurden in Deutschland etwa 1316 t der Verbindung verkauft. Es hemmt die Ergosterol-Biosynthese und kommt auch als Mangansalz (CAS-Nummer: 69192-23-0 oder 75747-77-2), Kupfersalz (156065-03-1) oder Zinksalz (137001-93-5) zum Einsatz. Es wurde 1974 erstmals synthetisiert, 1977 von der The Boots Company vorgestellt und ab 1980 kommerziell produziert.

## Regulierung
Die letzte gültige EU-Zulassung für prochlorazhaltige Pflanzenschutzmittel lief zum 31. Dezember 2021 aus. Auf nationaler Ebene war es in 25 EU-Staaten zugelassen. Die Erlaubte Tagesdosis beträgt 0,01, die Akute Referenzdosis 0,025 und die Annehmbare Anwenderexposition 0,02 Milligramm pro Kilogramm Körpergewicht und Tag.
Der Wirkstoff Prochloraz erhielt 2008 die EU-Zulassung nicht, weil der Zulassungsantrag zurückgezogen wurde. Aufgrund eines neuen Antrags wurde die Zulassung als Fungizid schließlich mit Wirkung zum 1. Januar 2012 erteilt.
In der Schweiz waren bis 2021 zahlreiche Pflanzenschutzmittel mit diesem Wirkstoff zugelassen.